# Canberra International Tennis
Il Canberra International Tennis è un torneo professionistico di tennis giocato sul cemento, il torneo maschile fa parte dell'ATP Challenger Tour, mentre il torneo femminile ha fatto parte dell'ITF Women's Circuit dal 2015 al 2023, e dal 2024 della categoria WTA 125. Si gioca annualmente dal 2015 al Canberra Tennis Centre di Canberra, in Australia. Le prime edizioni si sono tenute attorno alla prima settimana di novembre. 
L'edizione del 2020 si tenne a Bendigo a causa delle cattive condizioni dell'aria dovute agli incendi in Australia del 2019-2020.

## Albo d'oro maschile

### Singolare
| Anno       | Campione          | Finalista     | Punteggio     |
| ---------- | ----------------- | ------------- | ------------- |
| 2025       | João Fonseca      | Ethan Quinn   | 6–4, 6–4      |
| 2024       | Dominik Koepfer   | Jakub Menšík  | 6–3, 6–2      |
| 2023       | Márton Fucsovics  | Leandro Riedi | 7–5, 6–4      |
| 2022- 2019 | Non disputato     | Non disputato | Non disputato |
| 2018       | Jordan Thompson   | Nicola Kuhn   | 6–1, 5–7, 6–2 |
| 2017       | Matthew Ebden     | Tarō Daniel   | 7–6(4), 6–4   |
| 2016       | James Duckworth   | Marc Polmans  | 7–5, 6–3      |
| 2015       | Benjamin Mitchell | Luke Saville  | 5–7, 6–0, 6–1 |

### Doppio
| Anno       | Campioni                         | Finalisti                        | Punteggio           |
| ---------- | -------------------------------- | -------------------------------- | ------------------- |
| 2025       | Ryan Seggerman Eliot Spizzirri   | Pierre-Hugues Herbert Jérôme Kym | 1–6, 7–5, [10–5]    |
| 2024       | Daniel Rincón Abedallah Shelbayh | André Göransson Albano Olivetti  | 7–6(4), 6–3         |
| 2023       | André Göransson Ben McLachlan    | Andrew Harris John-Patrick Smith | 6–3, 5–7, [10–5]    |
| 2022- 2019 | Non disputato                    | Non disputato                    | Non disputato       |
| 2018       | Evan Hoyt Wu Tung-lin            | Jeremy Beale Thomas Fancutt      | 7–6(5), 5–7, [10–8] |
| 2017       | Alex Bolt Bradley Mousley        | Luke Saville Andrew Whittington  | 6–3, 6–2            |
| 2016       | Luke Saville Jordan Thompson     | Matt Reid John-Patrick Smith     | 6–2, 6–3            |
| 2015       | Alex Bolt Andrew Whittington     | Brydan Klein Dane Propoggia      | 7–6(2), 6–3         |

## Albo d'oro femminile

### Singolare
| Anno       | Categoria     | Campionessa         | Finalista          | Punteggio     |
| ---------- | ------------- | ------------------- | ------------------ | ------------- |
| 2015       | ITF $50,000   | Asia Muhammad       | Eri Hozumi         | 6–4, 6–3      |
| 2016       | ITF $50,000   | Risa Ozaki          | Georgia Brescia    | 6–4, 6–4      |
| 2017       | ITF $60,000   | Olivia Rogowska     | Destanee Aiava     | 6–1, 6–2      |
| 2018       | ITF $60,000   | Zoe Hives           | Olivia Rogowska    | 6–4, 6–2      |
| 2019       | Non disputato | Non disputato       | Non disputato      | Non disputato |
| 2020       | ITF $25,000   | Magdalena Fręch     | Patricia Maria Țig | w/o           |
| 2021- 2022 | Non disputato | Non disputato       | Non disputato      | Non disputato |
| 2023       | ITF $60,000   | Katie Boulter       | Jodie Burrage      | 3–6, 6–3, 6–2 |
| 2024       | WTA 125       | Nuria Párrizas Díaz | Harriet Dart       | 6–4, 6–3      |
| 2025       | WTA 125       | Aoi Itō             | Wei Sijia          | 6-4, 6-3      |

### Doppio femminile
| Anno       | Categoria     | Campionesse                           | Finaliste                         | Punteggio             |
| ---------- | ------------- | ------------------------------------- | --------------------------------- | --------------------- |
| 2015       | ITF $50,000   | Eri Hozumi Misa Eguchi                | Lauren Embree Asia Muhammad       | 7–6(13), 1–6, [14–12] |
| 2016       | ITF $50,000   | Jessica Moore Storm Sanders           | Alison Bai Lizette Cabrera        | 6–3, 6–4              |
| 2017       | ITF $60,000   | Asia Muhammad Arina Rodionova (1)     | Jessica Moore Ellen Perez         | 6–4, 6–4              |
| 2018       | ITF $60,000   | Ellen Perez Arina Rodionova (2)       | Destanee Aiava Naiktha Bains      | 6(5)–7, 6–3, [10–7]   |
| 2019       | Non disputato | Non disputato                         | Non disputato                     | Non disputato         |
| 2020       | ITF $25,000   | Alison Bai Jaimee Fourlis (1)         | Anna Bondár Pemra Özgen           | 5–7, 6–4, [10–8]      |
| 2021- 2022 | Non disputato | Non disputato                         | Non disputato                     | Non disputato         |
| 2023       | ITF $60,000   | Irina Chromačëva Anastasija Tichonova | Robin Anderson Hailey Baptiste    | 6–4, 7–5              |
| 2024       | WTA 125       | Veronika Erjavec Darja Semeņistaja    | Kaylah McPhee Astra Sharma        | 6–2, 6–4              |
| 2025       | WTA 125       | Jaimee Fourlis (2) Petra Hule         | Darja Semeņistaja Nina Stojanović | 7-5, 4-6, [10-6]      |